# 方定一
方定一（1911年—1985年9月8日），男，浙江嘉兴人，中国家禽传染病学家、兽医学家、兽医教育家，曾任臺灣省行政長官公署農林處種馬牧場場長、第六届全国政协委员。